# Ornes
Ornes és un municipi francès situat al departament del Mosa i a la regió del Gran Est. L'any 2007 tenia 2 habitants.

## Demografia

### Població
El 2007 la població de fet d'Ornes era de 2 persones. Totes les 4 famílies que hi havia eren parelles sense fills.
La població ha evolucionat segons el següent gràfic:
Habitants censats

### Habitatges
El 2007 hi havia 4 habitatges, 1 era l'habitatge principal de la família, 2 eren segones residències i 1 estava desocupat. Tots els 4 habitatges eren cases. L'únic habitatge principal que hi havia estava ocupat pel seu propietari; tenia tres cambres. 1 habitatges disposaven pel capbaix d'una plaça de pàrquing. A 1 habitatges hi havia dos o més automòbils.

### Piràmide de població
La piràmide de població per edats i sexe el 2009 era:
| Homes | Edats   | Dones |
| ----- | ------- | ----- |
| 0     | 95 o +  | 0     |
| 0     | 90 a 94 | 0     |
| 0     | 85 a 89 | 0     |
| 0     | 80 a 84 | 0     |
| 0     | 75 a 79 | 0     |
| 0     | 70 a 74 | 0     |
| 0     | 65 a 69 | 0     |
| 0     | 60 a 64 | 0     |
| 0     | 55 a 59 | 0     |
| 0     | 50 a 54 | 0     |
| 0     | 45 a 49 | 0     |
| 0     | 40 a 44 | 0     |
| 0     | 35 a 39 | 0     |
| 0     | 30 a 34 | 0     |
| 4     | 25 a 29 | 4     |
| 0     | 20 a 24 | 0     |
| 0     | 15 a 19 | 0     |
| 0     | 10 a 14 | 0     |
| 0     | 5 a 9   | 0     |
| 0     | 0 a 4   | 4     |

## Economia
Totes les 2 persones en edat de treballar el 2007 eren actives. Les 2 persones actives estaven ocupades(1 home i 1 dona).
Activitats econòmiques
L'únic establiment que hi havia el 2007 era d'una entitat de l'administració pública.

## Poblacions més properes
El següent diagrama mostra les poblacions més properes.